# Afrixalus fulvovittatus
Afrixalus fulvovittatus es una especie de anfibios de la familia Hyperoliidae.
Habita en Costa de Marfil, Ghana, Guinea, Liberia y Sierra Leona.
Su hábitat natural incluye sabanas secas, pantanos, marismas de agua dulce, corrientes intermitentes de agua dulce, plantaciones, jardines rurales y zonas previamente boscosas ahora degradadas.
Está amenazada de extinción por la pérdida de su hábitat natural.